# Bloedwaterval

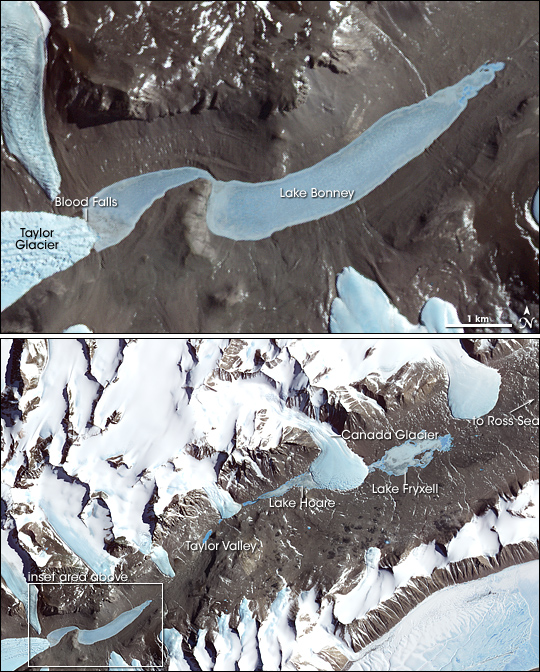
Satellietfoto van het gebied

De Bloedwaterval is een zoutwaterval gelegen in de Droge Valleien van McMurdo in de Antarctische streek Victorialand. De waterval ontspringt aan de voet van de Taylorgletsjer en stort zich van daar in het Bonneymeer. De waterval werd ontdekt in 1911 door de Australische geoloog Griffith Taylor.
De waterval dankt zijn naam aan de rode kleur van het water. Deze kleur werd door de eerste verkenners van de waterval toegeschreven aan de aanwezigheid van rode algen, maar later werd duidelijk dat de kleur het gevolg is van een hoge concentratie ijzeroxide in het water. Het ijzeroxide blijft over nadat non-ferrometalen op de gletsjer door middel van een redoxreactie met het zeewater zijn verdwenen. Het water van de waterval is afkomstig uit een onder het ijs van de gletsjer gelegen bron. Deze bron is mogelijk ontstaan uit een fjord die tijdens het mioceen werd geïsoleerd door de gletsjer. Mede als gevolg van deze zeewaterbron onder de gletsjer zit de Taylorgletsjer zelf niet vastgevroren aan de bedrock.

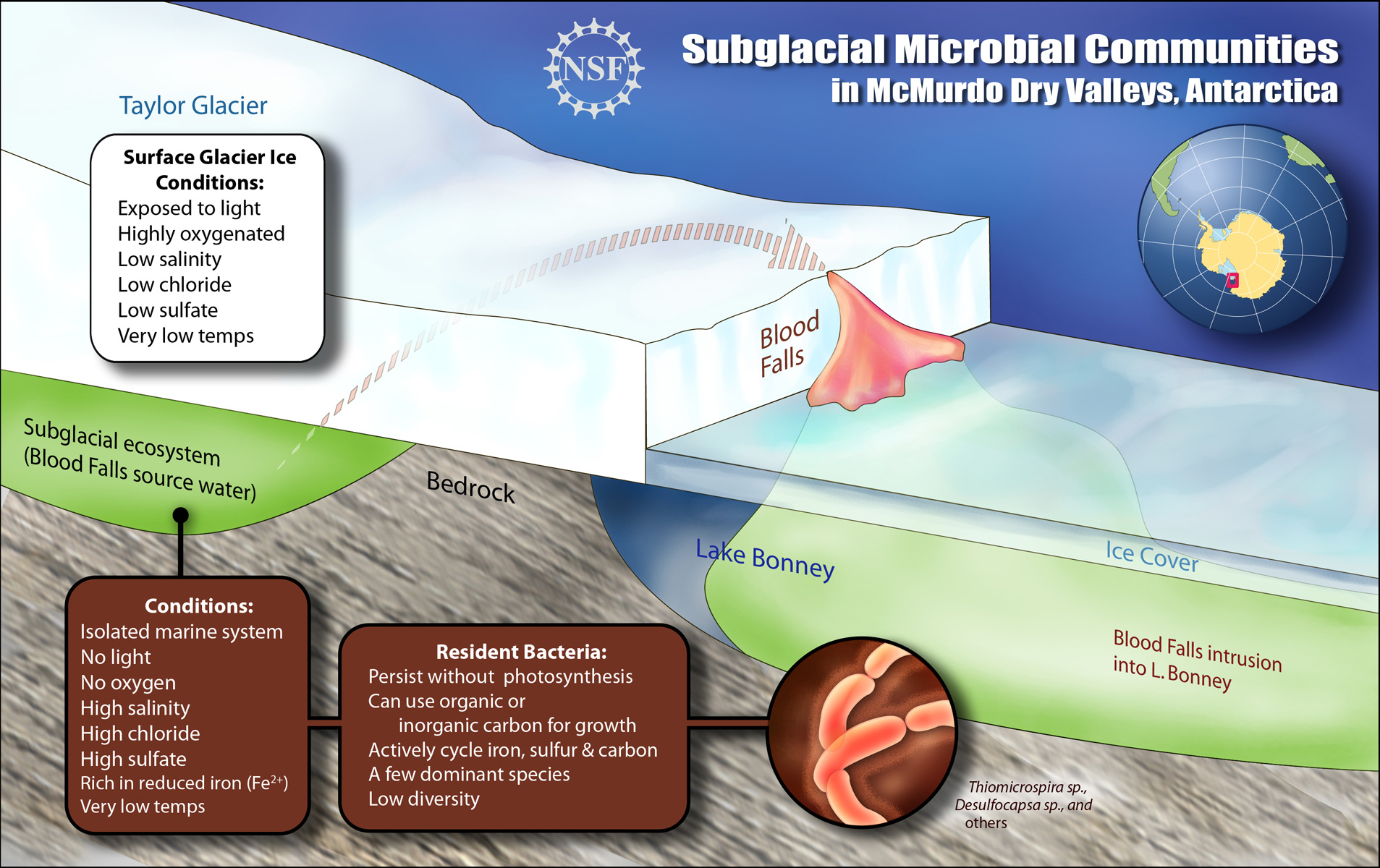
Schematische weergave van de bloedwaterval en het ecosysteem onder de gletsjer.

Chemische en microbiale analyses hebben aangetoond dat er zich onder de gletsjer, nabij de bron van de Bloedwaterval, een zeldzaam ecosysteem bevindt van autotrofe bacteriën. Deze metaboliseren sulfaat- en ijzerionen. Volgens geomicrobioloog Jill Mikucki van het Dartmouth College bevat een watermonster van de Bloedwaterval ten minste 17 verschillende soorten microben en bijna geen zuurstof. Een verklaring hiervoor kan zijn dat de microben sulfaat gebruiken als een katalysator om de kleine hoeveelheden organische stof in de ijzerionen te metaboliseren. Dit unieke ecosysteem geeft wetenschappers de kans om microbiologisch leven te besturen dat zich staande houdt onder extreme omstandigheden. Dit kan bijdragen aan het zoeken naar leven elders in het universum. De microben onder de gletsjer tonen tevens hoe microben mogelijk lange periodes van kou hebben overleefd, zoals toen volgens de sneeuwbalaarde-hypothese de hele aarde bevroren zou zijn geweest.